# سماء ثانية (مسلسل)
سماء ثانية مسلسل درامي بحريني خليجي من إنتاج تلفزيون البحرين وقناة الراي العرض الأول (1 أغسطس 2011)

## قصة المسلسل
تدور أحداث المسلسل من خلال مجموعة من العلاقات الاجتماعية والرومانسية داخل المجتمع الخليجي.

## الفنانين المشاركين بالعمل
من بطولة الممثلون:
- هيفاء حسين
- عبد الله عبد العزيز
- جاسم النبهان
- أحمد إيراج
- ماجدة سلطان
- عبد الله وليد
- يوسف بوهلول
- علي الغرير
- احمد مبارك
- ابتسام العطاوي
- عبد الله ملك
- حسن محمد
- عصام ناصر
- عبد المحسن النمر
- إيمان القصيبي
- الاء شاكر
- عادل شمس
- سعاد عيسى
- غانم السليطي
- مبارك خميس
- احمد عيسى
- شفيقة يوسف
- شيماء جناحي
- أمين الصايغ
- أحمد مجلي
- ريم عبد الرحمن
- سميرة عابد
- إبراهيم الغانم
- ريم ارحمة

## وصلات خارجية
صفحة المسلسل على السينما